# 上古文化艺术馆
厦门上古文化艺术馆，位于厦门五缘湾文化展览苑A1-A3，馆内收藏有距今6000至3000年的古玉两千余件。馆藏器物以三星堆文化、红山文化、良渚文化、齐家文化玉石器为主。

## 馆藏
展馆共分为四个展厅，展品主要是上古时期，即新石器时代到夏商周时期几千年间的玉器珍品。艺术馆定期展出300-500件藏品。
- 第一展厅 玉蕴山辉，主要展示的是玉石器在中华民族历史上独特的地位。
- 第二展厅 天造地设，展出承载远古先民神话、思想和智慧的精美玉器。
- 第三展厅 礼仪兴邦，用玉礼器的组合再现古代礼制概况。
- 第四展厅 远古辉煌，通过宏伟而精美的艺术珍品展现古代文明的发达程度和玉器工艺水平。

## 开放时间
每周一至周日8：30 — 18：00（17：30以后停止检票）